# Vitesco Technologies
Vitesco Technologies Group AG, connu jusqu'à l'automne 2019 sous le nom de Continental Powertrain, dont le siège est à Ratisbonne, est un constructeur automobile allemand de technologies de transmission et de groupes motopropulseurs. Vitesco Technologies était un secteur d'activité de Continental jusqu'à ce qu'elle devienne indépendante en septembre 2021. L'entreprise développe des dispositifs pour la propulsion électrique ainsi que pour les moteurs à combustion interne.
En 2022, Vitesco Technologies a réalisé un chiffre d'affaires de 9,07 milliards d'euros, employant près de 38 000 personnes à l'échelle mondiale.

## Histoire
Le 1er janvier 2019, Continental Powertrain a été séparé de Continental AG et a changé de nom pour devenir Vitesco Technologies,. Ce nouveau nom a été officialisé le 1er octobre 2019.
Le 16 septembre 2021, Vitesco Technologies a obtenu son indépendance de Continental et a fait ses débuts, en tant qu'entreprise cotée en bourse, à la Bourse de Francfort.

## Structure
Vitesco Technologies a été créée en vue de devenir une entreprise plus autonome et agile sur le plan entrepreneurial. Andreas Wolf, qui dirigeait la division Powertrain de Continental depuis 2018, est devenu PDG de Vitesco Technologies à la suite de la scission. Vitesco Technologies compte trois unités commerciales qui agissent de manière économiquement indépendante : 
- Commandes électroniques ;
- Technologie d'électrification ;
- Détection et actionnement.

## Produits
L'entreprise développe des composants pour des moteurs hybrides électriques, électriques et à combustion, incluant des systèmes de conduite électrique, des contrôleurs électroniques, des capteurs et des actionneurs, ainsi que des moyens de gestion des émissions de gaz.
Les produits de Vitesco Technologies comprennent des entraînements électriques, des systèmes 48 volts et des technologies hybrides aux composants haute tension. En 2019, la société présente son entraînement haute puissance de 48 volts avec une sortie de 30 kW. Le composant hybride 48 volts, composé d'une machine électrique avec électronique de puissance intégrée ainsi que d'une batterie, a des fonctions comparables à une machine électrique haute tension ; cependant il est plus compact, plus léger et moins cher à produire tout en ayant la même efficacité. Dans le segment haute tension, Vitesco Technologies propose un essieu moteur à deux puissances, 120 ou 150 kW. L'entraînement d'essieu haute tension combine le moteur électrique, l'électronique de puissance et le réducteur en un. De par sa taille et son efficacité, il convient à de nombreux véhicules,.
L'entreprise propose également des électroniques de puissance, qui permettent la coordination entre la machine électrique et la batterie. 
Vitesco Technologies fournit des systèmes d'électroniques de puissance pour différents types de véhicules électriques, allant des hybrides rechargeables aux voitures électriques dotées de systèmes d'entraînement d'essieu hautement intégrés, en passant par les véhicules électriques hautes performances. Ce module de puissance intégré peut gérer un courant allant jusqu'à 650 ampères, fournissant de l'énergie à la machine électrique et contrôlant la récupération d'énergie.

## Offre publique d'achat
Le 9 octobre 2023, Schaeffler AG a fait une offre de rachat de 91 euros par action en circulation de Vitesco Technologies AG. La famille Schaeffler s'est engagée à vendre ses actions de l'entreprise Vitesco Technologies à Schaeffler AG. 
Le 27 novembre 2023, Schaeffler a augmenté son offre à 94 euros par action. Fin février 2024, 88,81 % des actions étaient détenues par IHO Holding (holding de participation du groupe Schaeffler) et Schaeffler AG finalisant le rachat de Vitesco Technologies AG.